# ナイター

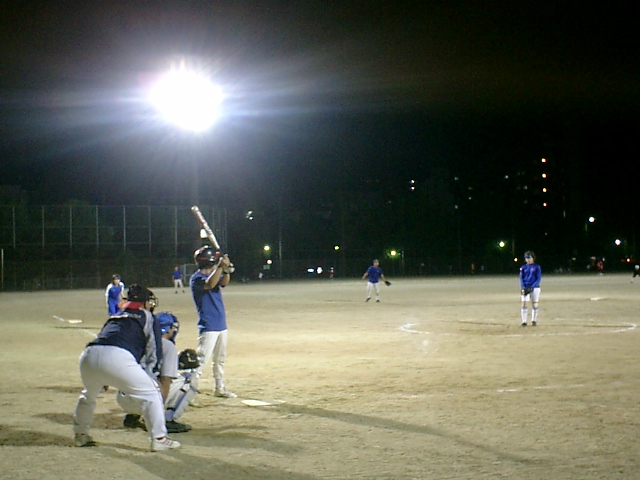
スポーツの夜間試合が照明の中行われる（大阪市今津公園軟式野球場）

ナイター （英語：nighter）とは野球などの夜間試合を指す英語である。主に野球の夜間試合（ナイトゲーム、英語：night game）を指すが、それ以外にもテニスやスキー等、野外で行われる競技を夜間に照明下で行う場合にも使用される。
ナイターに対して、昼間に開催される試合はデーゲームと呼ばれる。一般には18時（午後6時）以後の開始の試合を指す。また本来であればデーゲームとして扱われる試合開始が15 - 16時（午後3 - 4時）以後に行われる場合は「薄暮試合」（準ナイターあるいはトワイライトゲーム）とも呼ばれる。

## 概要

### 語源・用語
夜間試合を意味する言葉としてナイトゲーム（night game）が使われることが多く、NHK（日本放送協会）はナイターではなくナイトゲームを採用している。
「ナイター」は和製英語であるとするのが定説であるが、野球解説者の伊東一雄はネイティブの表現にもみられないことはないとする異論を唱えている。nighter は（野球に限らず）「夜間興行」という意味で稀に用いられる語ではあり、アメリカンフットボールなどで用いられる。2014年6月18日付日刊スポーツ（大阪版）2面「そこが聞キティ」によると、1949年6月10日付のAP通信によるメジャーリーグ原稿の英文の中に「nighters」という記述が見られ、日本の新聞はそれを参考にしたとされる。
これらのことについて、日本生まれの和製英語が偶然英語で稀に使われている語と一致したのか、あるいは英語の稀語が日本で定着したのか（言語の伝来においてこのようなことは珍しくない）、あるいは和製英語が逆輸出された結果なのかは不明である。
本来「ナイター」「ナイトゲーム」という語は野外で行われる試合に限り使われ、バスケットボール、ボクシングなどの室内競技においてはほとんど使われなかった（ただし1950年代に球場自体がボクシング会場として利用され、実施された例は多数ある）。近年野球などにおいてドーム球場が完成したことで、ドーム球場での試合は室内での試合とはなっているが、野球などの夜間試合は伝統的にナイターと呼ばれる。また、日本の放送局が行うプロ野球中継のナイトゲーム放送の番組名として「○○ナイター」が用いられる例もよくある。

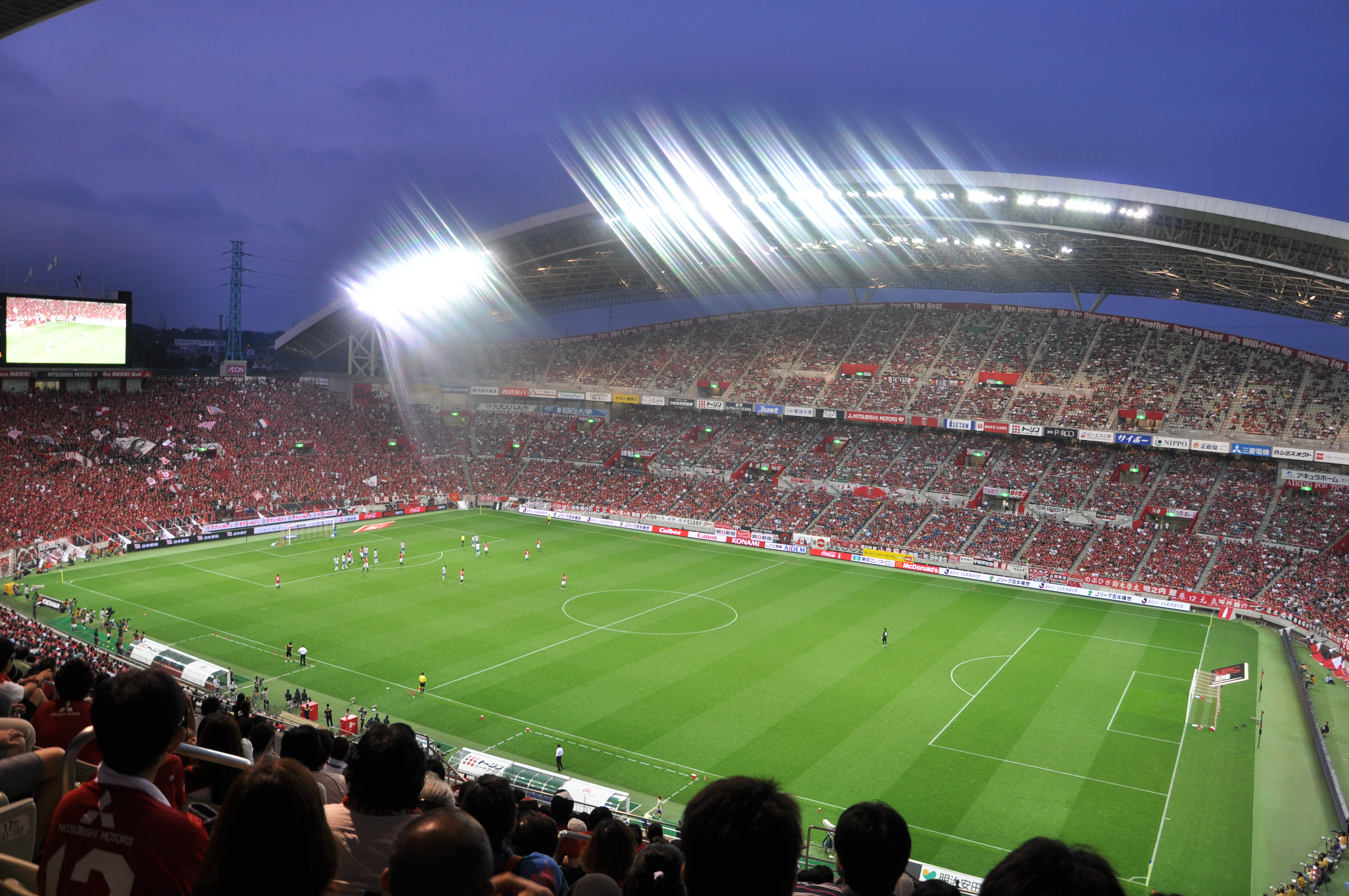
埼玉スタジアム2002でのナイトマッチ。

Jリーグでは公式名称としてナイトマッチ（night match）と表現する。ノエビアスタジアム神戸など開閉式屋根付き競技場が屋根を閉じた状態であったり、札幌ドームのような本来屋内型である競技場でも屋外型競技場同様ナイトマッチと呼んでいる。ナイトマッチは大抵19時開始となるが、日曜日・祝日は夏場を除きデイマッチで行われ、土曜日も1試合組まれる程度である。また、札幌厚別公園競技場など照明設備が常設でない競技場でのナイトマッチは平日のみとなっていることが多い。なお、2018年シーズンより一部の節において1試合（2、3試合の場合あり）を「明治安田フライデーナイトJリーグ」と称した金曜ナイトマッチとして開催している。
公営競技ではナイター競走あるいはナイトレースと表現されるが、東京シティ競馬はトゥインクルレースという独自の呼称を採用している。なお、1998年より北九州メディアドームでの開催を始め、2000年10月18日より競輪祭（GI）を除く全日程を夜間開催とした小倉競輪場については、夜間用照明設備のある他の屋外型公営競技場同様、ナイター競走として扱われている。また通年全日程を原則としてナイターで行う競技場も増加している（ナイター競走#開催される公営競技場参照）ため、競艇・オートレースなどでもSG・GIの全国広域発売級重賞がナイターで行われる事例も散見されている。
2016年に発足されたバスケットボールのプロリーグであるBリーグでも夜間開催の試合をナイトゲームと呼ぶことがある。

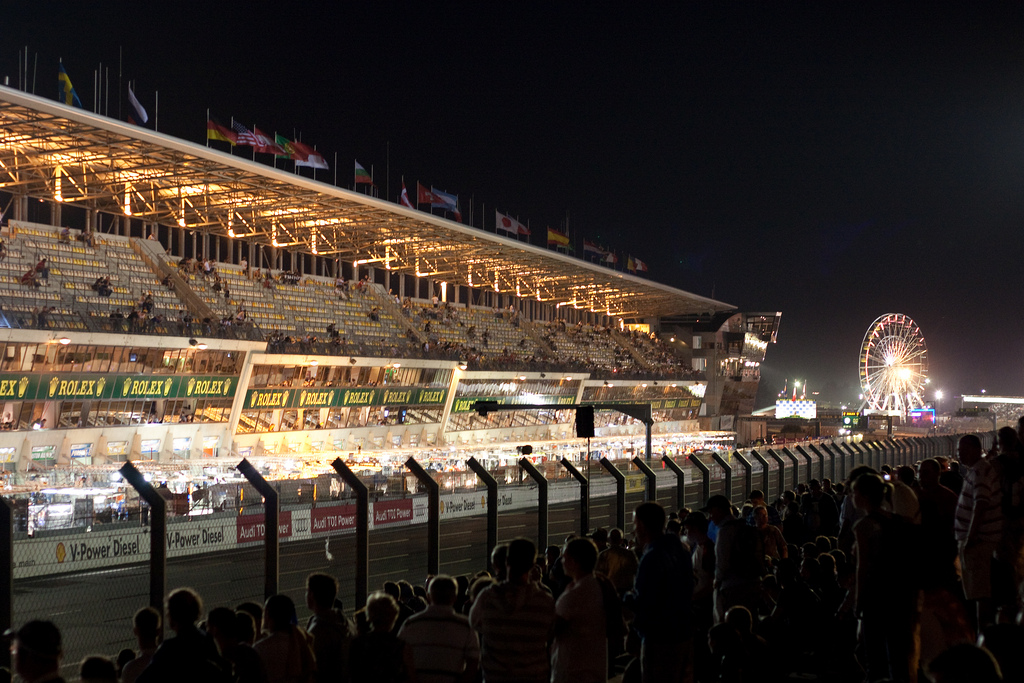
夜のル・マン24時間レースのピット

テニスやモータースポーツなどではナイトセッション（night session）と表現する。

### 競技スポーツにおける夜間興行の歴史
世界的に見ると、ナイターそのものは白熱電球が発明されて間もない頃から行われていた。1879年のウィーンで、当時発明間もない白熱電球を用いたフィギュアスケートの夜間競技会が実施されたのが世界初のナイターである。また翌1880年には、世界初の野球のナイター試合が開催されている。
通常室内で興行を打つ大相撲においても、20時打出を「ナイター」と呼ぶこともある。本場所では1955年（昭和30年）の九月場所で17時半中入20時打出で試験的に行ったこともあり、サラリーマンからは好評だったものの、力士のコンディションの問題、新聞社からのクレームにより、1場所限りで終わった。ただし、本場所以外では極稀にナイター巡業が行われることもある。

### ナイターの設備
夜間にスポーツを円滑かつ安全に実施する場合、充分な光量を持った照明設備が不可欠である。上述の電球を用いた時代から、メタルハライドランプなどのHIDランプを経て、LED照明が主流となりつつある。
ナイターの照明を「カクテル光線」と称する場合があるが、これは自然光に近づけるため、異なる色温度の光源を複数混在させて照射することをカクテル（混酒）に例えたものである。1956年4月に阪神甲子園球場に設置されたものが発祥だが、単色で十分な演色性・光量が得られるLED照明の普及に伴い、複数色を混和した照明は減っている（野球場#照明も参照）。
21世紀に入ってからは発光ダイオードを利用した照明設備（LED照明）が整備され、従来のメタルハライドランプからの取り換えが行われている。このLED照明の投入により、二酸化炭素の削減や、これまでは停電時などの照明の再点灯に時間を要するため事実上不可能であったスポットライトなど、意図的に照明を消灯・点灯を繰り返すなどの演出技法が取り入れられるようになった。また、光害（照明の光線が外に漏れることによって発生する動植物の生態系や、住民・病院の入院患者などの安眠妨害などの被害）を抑制するための「光害対策ガイドライン」が1998年、当時の環境庁から策定され、それを踏まえ、照明の光が外に漏れないように工夫したLED投光器が設置されている。

### 競技スポーツ以外での「ナイター」
スキー場においては、夜間に照明下でゲレンデを営業することをナイターと呼ぶ。大抵のスキー場では一般の営業時間とナイター営業時間は分かれており、リフト券も一般営業時間のものをそのまま利用することはできず、「ナイター券」と呼ばれる専用の券を別に求めなくてはならない場合が多い。

## 日本のプロ野球における各球団のナイターの試合開始時間

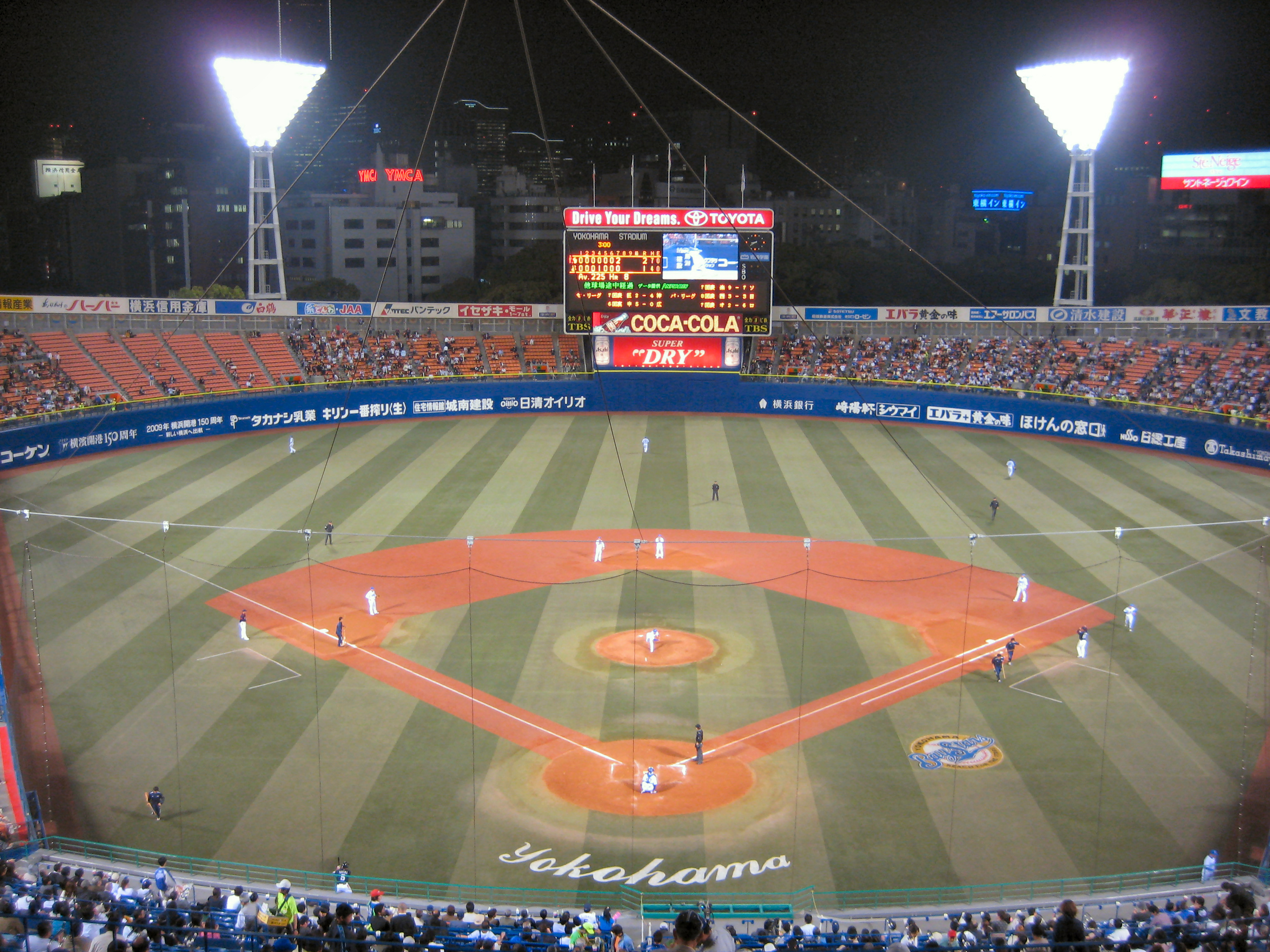
横浜スタジアムでのナイトゲーム。

日本のプロ野球において初のナイター開催は、1948年8月17日に横浜ゲーリッグ球場で行われた巨人対中日の試合である。当時ゲーリッグ球場はアメリカ軍接収下にあったため照明設備があり、20時08分開始で開催された（プロ野球ナイター記念日参照）。
NPBでは、ナイトゲーム開始当初（1950年代から1970年代前半）は主にシングル開催（1試合のみ）である場合19時開始が多かったが、1973年の第1次石油オイルショック以後は省エネルギー対策の一環として試合開始時刻が繰り上げられ、チームにより18時から18時30分までの範囲で試合開始時間を設定するようになった。平成に入って以降は、ナイトゲームは全ての球団が原則として18時開始としており、19時開始は初期の那覇や、一部の球団がファンサービスでイレギュラーで実施した程度に留まる。
2025年では、ナイトゲームは全ての球団が原則として18時開始としているが、一部の試合で18時15分または18時30分ないし17時30分または17時45分がある。
全球団とも平日は原則的にナイター開催だが、パ・リーグではオリックス以外の5球団が例外的に平日にもデーゲームを組むことがある。日本ハムは本拠地が札幌ドームの時代、ナイター設備のない帯広、釧路、函館、そしてナイター設備設置前の旭川での開催時にも実施していた。
パ・リーグでは、土曜・日曜・祝日の開催は原則デーゲームとしているが、ロッテと楽天、西武、そして試合当日がほっともっとフィールド神戸である場合のオリックスは、夏場の一部で暑さ対策として、また飛行機での移動が多い日本ハムやソフトバンクを中心に、カード初日のうち移動日を挟んでいない場合は、移動時間に余裕をもたせるためナイターまたは17時開始の薄暮ゲームとするケースもある。
セ・リーグでも、近年は全球団とも土曜・日曜・祝日の開催では夏場の一部を除いて極力デーゲームとしているが、ヤクルトでは本拠地である明治神宮野球場が大学野球の試合を優先しているため、夏場でなくてもナイターであるケースが多い。ただし、ファンサービスの一環として2013年以後、土・日の開催を17時からの薄暮デーゲームとする試合がある。かつては巨人戦の試合におけるプロ野球中継はテレビ（地上波）での視聴率が稼げたこともあって、特に東京ドーム完成後の1988年以降、2000年まで開催されていた円山球場（照明非設置）でのカード及び消化試合の一部を除いてほぼナイターとしていたが、視聴率低迷が著しくなった2005年頃から興収面での考慮や、ゴールデンタイムのレギュラー番組を優先させるキー局の意向もあり、巨人戦でもホーム・ビジター問わず土曜・日曜・祝日では薄暮を含むデーゲーム開催が増加傾向にある（巨人主催試合では、土曜日のうちNHKが中継する日はナイターで行われている）。
このため、週末は夏場の一部を除いて全6試合ともデーゲームで行われ、ナイトゲームを組まなくなる例が多くなっている。セ・リーグ、パ・リーグともに、空調完備の屋内球場では夏場でも週末はデーゲームで開催されることが多く、カードの組み合わせによってはナイトゲームはセ・リーグの1試合のみ、ということもある。ただ、2017年9月30日と2023年9月30日（いずれも土曜日）の開催では、シーズン終盤ということもありチームによっては前日から移動日を挟めず遠距離の移動もあったため、夏季ではない週末の開催ながら移動時間の確保のためドーム球場も含めて6試合全てが18時開始のナイターという、ドーム球場ができてからでは珍しいケースがあった。
セ・パ交流戦では、1カードがホーム・ビジター2試合ずつだった2007年から2014年までは、土曜とその翌日の日曜とでカードが入れ替えとなるケースがあったため移動の関係で一部土曜をデーゲームとし日曜にナイターあるいは薄暮試合として行われたこともある。
日本シリーズは、かつては1964年にナイター開催した以外は1993年まで全試合デーゲームで行われていたが、1994年に試験的に平日開催の第3 - 5戦をナイトゲームとしたところ好評であったため、1995年から全試合で18時台開始（球場または試合により開始時刻が異なる）というナイトゲームに移行した。
オープン戦（春季）は気候の問題もあり通常はデーゲームで行われるが、空調完備の屋内球場では主に平日にナイターで開催する場合もある。
2025年シーズンの一軍公式戦試合開始時間
| 開始時刻    | 該当球団                                                   | 備考 |
| ----------- | ---------------------------------------------------------- | --- |
| 13:00       | 巨人、広島、日本ハム、楽天、西武、オリックス、ソフトバンク | いずれも日曜日と一部の祝日に実施 巨人は4月6日と8月17日（うち4月16日は試合後に高校野球女子選抜大会決勝戦を実施） 広島は6月22日のみ ソフトバンクは1試合のみ土曜日にも実施 日本ハム、楽天は一部の平日にも実施 |
| 13:30       | ヤクルト、中日、広島                                       | いずれも日曜日と一部の祝日に実施 ヤクルトと広島は6月まで、中日は通年 |
| 14:00       | 全球団                                                     | 屋根付き球場では土日は通年で実施 ロッテは4月の平日にも実施 |
| 15:00       | 巨人、ロッテ                                               | 巨人は8月2日のみ、ロッテは5月5日のみ |
| 16:00       | 楽天、ロッテ、オリックス                                   | いずれも一部の土日に実施、うちロッテとオリックスは1試合のみ 楽天は4月の平日にも実施 オリックスは試合終了後に球場で花火大会を実施                                                                           |
| 17:00       | ヤクルト、楽天、西武、ロッテ                               | いずれも主に7月以降に実施 |
| 17:30 17:45 | DeNA                                                       | いずれも一部の火水木のカードで実施 |
| 18:00       | 全球団                                                     | 7月以降の土日の屋外球場はほぼ全てナイター 巨人、オリックス、ソフトバンクは一部の土曜日もナイター |
| 18:15       | 巨人、中日                                                 | いずれもホーム開幕戦のみ |
| 18:30       | DeNA、日本ハム、西武、ロッテ、オリックス、ソフトバンク     | 西武、ロッテ以外はホーム開幕戦（日本ハムはその翌日とで2試合）のみ 西武は7月の那覇のみ、ロッテは7月31日（東京ドーム）のみ                                                                                   |

- 阪神はデーゲームは14:00のみ、ナイターは18:00のみ

## 日本で初めてナイター営業した施設

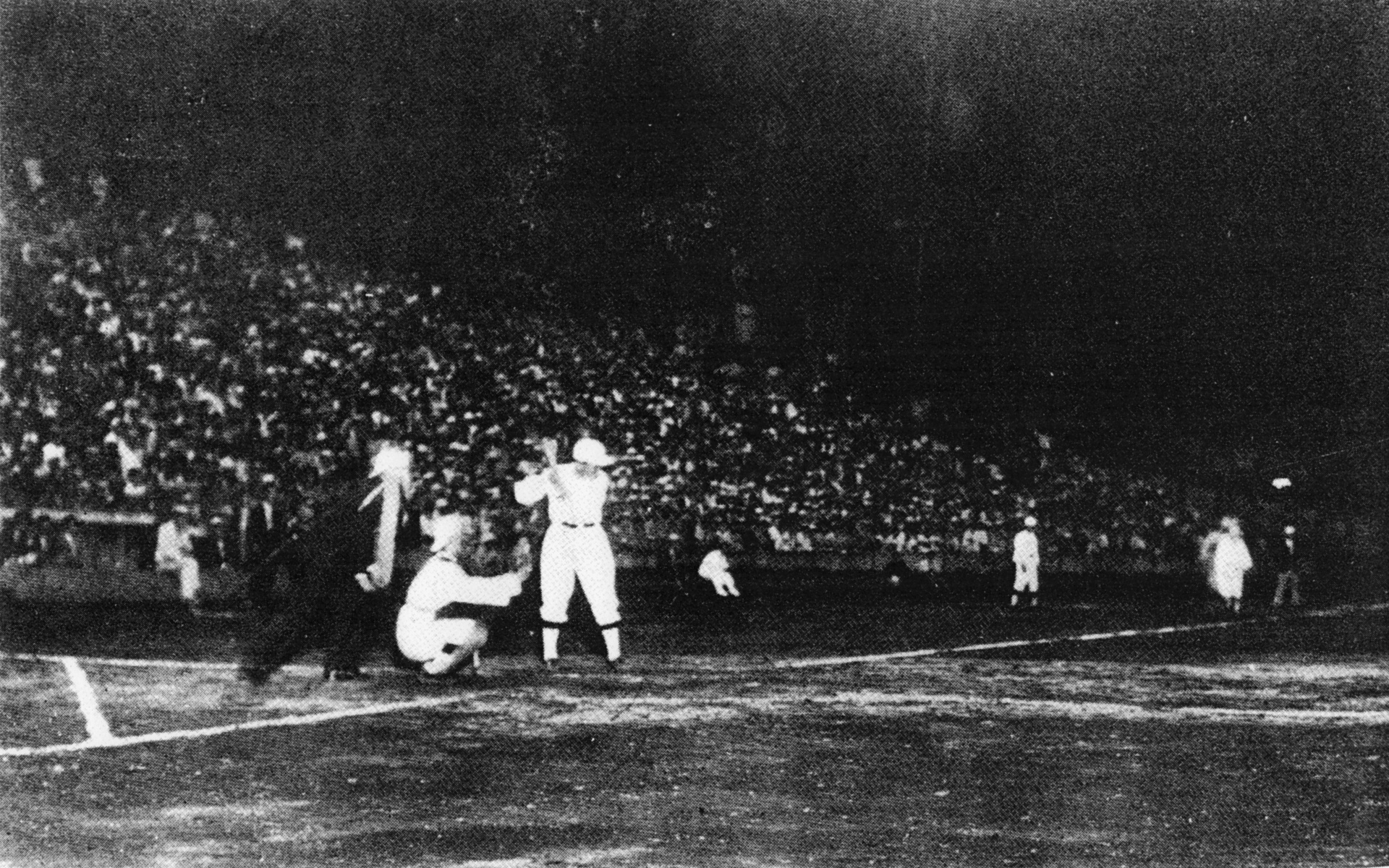
戸塚球場で行われた日本初のナイター試合（早大二軍対早大新人）

- 野球場：戸塚球場（1933年7月10日に行われた、早稲田大学野球部の二軍対新人戦が日本初のナイター試合。なお、プロ野球では上記の横浜ゲーリック球場となる）
- 多目的球技場（サッカー会場として利用）：明治神宮外苑競技場（建て替えて後進は国立競技場）
- スキー場：岩原スキー場（施設の定義次第では沼尻スキー場）
- 競馬場：大井競馬場
- オートレース場：伊勢崎オートレース場
- 競輪場：函館競輪場
- 競艇場：桐生競艇場
- 海水浴場：虹ヶ浜海水浴場